# Roger Humbert
Roger Humbert (* 1929 in Basel, ✝ 2022) war ein Schweizer Künstler und Fotograf.

## Leben
Roger Humbert besuchte von 1944 bis 1946 die Fachklasse für Grafik an der Kunstgewerbeschule Basel. Von 1947 bis 1950 machte er eine Fotografielehre in Basel, war von 1950 bis 1952 Assistent an der Fotofachschule École des arts et métiers in Vevey und absolvierte von 1952 bis 1953 eine Fachausbildung in Farbfotografie.
Roger Humbert gehört zusammen mit René Mächler zu den Gründern der Konkreten Fotografie. Die 1967 in Bern stattfindende Ausstellung Konkrete Fotografie in der Galerie actuell ist die erste Anwendung jenen Begriffs, der zum Namensgeber dieser Kunstgattung wird. 1959 machte Roger Humbert eine Reise nach Japan, wo er eine Ausstellung mit dem Basler Maler Alfred Pauletto durchführte.
Er lebte und arbeitete in Basel.

## Werk
Roger Humbert arbeitete seit 1954 an seinen abstrakten Fotoarbeiten. Seine Luminogramme und Fotogramme bestehen aus Formelementen wie Schablonen, Lochkarten oder Stanzabfällen, die in einer Lichtquelle so kombiniert werden, dass sie rein auf ihre geometrische Struktur reduziert sind. Seine Arbeit ist stark vom Konstruktivismus und Existenzialismus beeinflusst.
Seine Werke sind in zahlreichen internationalen Museen vertreten, unter anderem bei der Sammlung Peter C. Ruppert und dem Musée d’art et d’histoire in Genf. Der überwiegende Teil seines Gesamtwerkes befindet sich als Nachlass in der Fotostiftung Schweiz.

## Einzelausstellungen (Auswahl)
- 1958 Fotogramme, Galerie Bel Etage, Zürich.
- 1959 Kaku Gallery, Osaka, mit Alfred Pauletto.
- 1961 Fotogramme / Stenogrammi della geometria elementare, Galleria Bruno Danese, Milano.
- 1961 Galleria al Ferro di Cavallo, Rom.
- 1978 Roger Humbert, Photo Art, Basel.
- 1998 In Focus Galerie am Dom. Köln.
- 2007 Konkrete Fotografie, Armin Vogt Galerie, Basel.
- 2014 Konkrete Fotografie, Fotostiftung Schweiz im Rappaz Museum, Basel.
- 2020 ad rem, Bellevue - Ort für Fotografie, Basel[8]
- 2021 Die Sprache des Lichtes, Fabian & Claude Walter Galerie, Zürich.

## Gruppenausstellungen (Auswahl)
- 1960 Ungegenständliche Photographie, Gewerbemuseum, Basel.
- 1961 3ème Biennale de la Photographie, Paris.
- 1962 Hessen Huis, Antwerpen.
- 1967 Konkrete Fotografie, Galerie actuell, Bern.
- 1968 Galerie Clarissa, Hannover.
- 1974 Photographie in der Schweiz von 1840 bis heute, Fotostiftung Schweiz im Kunsthaus Zürich, Zürich.
- 1988 Fotogramme von zeitgenössischen Künstlern, Galerie Photo Art, Basel.
- 1990 Anwesenheit bei Abwesenheit. Fotogramme und die Kunst des 20. Jahrhunderts, Fotostiftung Schweiz, Zürich, Katalog.
- 2000 Sammlung Peter C. Ruppert, Würzburg.
- 2014 Schwarz, BelleVue, Basel.
- 2014 Konkrete und Generative Fotografie 1960–2014 Teil I: Die Pioniere. Photo Edition Berlin, Katalog.
- 2015 Lichtbild und Datenbild. Spuren konkreter Fotografie Museum im Kulturspeicher Würzburg, Katalog.